# مستشفى اليرموك (إربد)
مستشفى اليرموك مستشفى حكومي تابع لوزارة الصحة يقع في منطقة سما الروسان مركز لواء بني كنانة في محافظة إربد في الأردن. تم افتتاحه في عام 2003 وبتكلفة 9 ملايين دينار أردني. أقيم على قطعة أرض مساحتها 15 دونماً ويتألف من مبنيين رئيسيين يشتملان على خمسة طوابق بمساحة 15 الف متر مربع.
تقدر نسبة إشغال المستشفى ب65% من طاقته الاستيعابية، عدد الأسرّة ما بين 50-60 سرير ويعمل به من 30-35 طبيب في مختلف التخصصات، و 105 ممرض.